# Meniscomorpha bilineata
Meniscomorpha bilineata är en stekelart som först beskrevs av William Harris Ashmead 1900.  Meniscomorpha bilineata ingår i släktet Meniscomorpha och familjen brokparasitsteklar. Inga underarter finns listade i Catalogue of Life.